# Wappen der Republik Tatarstan

Aq Bars oder Schneeleopard

Das Wappen der Republik Tatarstan (tatarisch Ак Барс, transkribiert Aq Bars beziehungsweise  Ak Bars; zu deutsch weißer Irbis) ist ein staatliches Symbol Tatarstans und seit dem 7. Februar 1992 offizielles Wappen der autonomen Republik.
Das Wappen ist in den Nationalfarben Tatarstans – rot, grün und weiß – gehalten. Zentrales Element des Wappens ist ein geflügelter weißer Irbis, mit angehobener rechten Vorderpfote, auf einer cadmiumroten Sonnenscheibe. Der Irbis trägt ein Schild mit einer Asternrosette, die aus acht Blütenblättern besteht. Umrandet ist die Sonnenscheibe von einem weißen Rand, gefolgt von einem goldfarbenen tatarischen Volksornament auf kobaltgrünem Grund. Am unteren Teil des Ornamentes steht die Aufschrift Tatarstan.
Das heutige Wappen wurde von Nasym Gabdrachmanowitsch Chansafarow und Rif Zägri ulı Fäxretdinev geschaffen.